# Sivrice
Sivrice (kurdisch Xûx, früher Harbato, von aramäisch xrbato - „Ruinen“) ist eine im Jahre 1938 gegründete Stadt und Hauptort des gleichnamigen Landkreises (İlçe) in der türkischen Provinz Elâzığ. Sie liegt am Hazar-See (im Nordosten des Kreises) und etwa 30 Straßenkilometer südöstlich von Elazığ.

## Landkreis
Der Kreis wurde 1936 aus dem Südteil des zentralen Landkreis (Merkez) Elâzığ gebildet. Bis zur Gründung des Ortes Sivrice war Dedeyolu das Zentrum des Kreises.
Der Landkreis liegt im Süden der Provinz und grenzt an die Kreise Baskil im Westen, den zentralen Landkreis (Merkez) im Norden und den Kreis Maden im Osten. Im Süden bilden die Provinzen Diyarbakır und Malatya die Grenze. Zu letzterer bildet der Stausee der Karakaya-Talsperre (Karakaya Baraj Gölü) eine natürlich Grenze.
Der Kreis besteht neben der Kreisstadt (mit etwa 47 Prozent der Landkreisbevölkerung) noch aus 50 Dörfern (Köy) mit durchschnittlich 86 Bewohnern. Başkaynak ist 306 Einwohnern das größte Dorf.
Ende 2020 lag Sivrice mit 8149 Einwohnern auf dem 8. Platz der bevölkerungsreichsten Landkreise in der Provinz Elâzığ. Die Bevölkerungsdichte liegt mit 11 Einwohnern je Quadratkilometer unter dem Provinzdurchschnitt (63 Einwohner je km²).

## Geschichte
Die Geschichte der Region reicht weit zurück. Sie wurde von vielen unterschiedlichen Völkern und Reichen regiert. 1234 wurde die Region durch Sultan Kai Kobad I. zum Teil des seldschukischen Sultanats von Rum. Als dieses 1243 durch die Ilchane besiegt wurden, wurden die Seldschuken zu Vasallen der Ilchane. Später war die Region Teil des Beyliks der Dulkadir. 1366 eroberten die Mamluken aus Ägypten die Region und 1507 die Safawiden. Die Safawiden wurden 1514 von den Osmanen besiegt und mussten sich aus Anatolien zurückziehen.
In den 1930er Jahren wurden viele türkische Siedler aus dem Balkan und Russland in der Provinz Elâzığ angesiedelt. Für diese Siedler wurde am südöstlichen Ufer des Hazar-Sees 1938 das Dorf Sivrice gegründet.

## Persönlichkeiten
- Necati Şaşmaz (* 1971), Schauspieler